# 7235 Hitsuzan
7235 Hitsuzan è un asteroide della fascia principale. Scoperto nel 1986, presenta un'orbita caratterizzata da un semiasse maggiore pari a 2,2419444 UA e da un'eccentricità di 0,1654294, inclinata di 4,96865° rispetto all'eclittica.